# Tarek Hamed
Tarek Hamed (en árabe: طارق حامد; El Cairo, Egipto, 24 de octubre de 1988) es un futbolista egipcio que juega como centrocampista en el Damac F. C. de Arabia Saudita. Con su selección participó en la Copa Mundial de Fútbol de 2018.

## Clubes
| Club              | País           | Año       |
| ----------------- | -------------- | --------- |
| Tala'ea El Geish  | Egipto         | 2009-2010 |
| Smouha S. C.      | Egipto         | 2010-2014 |
| Zamalek S. C.     | Egipto         | 2014-2022 |
| Al-Ittihad Jeddah | Arabia Saudita | 2022-2023 |
| Damac F. C.       | Arabia Saudita | 2023-     |

## Palmarés

### Campeonatos nacionales
| Título                      | Club       | País           | Año  |
| --------------------------- | ---------- | -------------- | ---- |
| Supercopa de Arabia Saudita | Al-Ittihad | Arabia Saudita | 2022 |
| Liga Profesional Saudí      | Al-Ittihad | Arabia Saudita | 2023 |